# (4929) Yamatai
(4929) Yamatai es un asteroide perteneciente al cinturón de asteroides, descubierto el 13 de diciembre de 1982 por Hiroki Kosai y su compañero astrónomo Kiichirō Furukawa desde el Observatorio Kiso, Monte Ontake, Japón.

## Designación y nombre
Designado provisionalmente como 1982 XV. Fue nombrado Yamatai en homenaje a la antigua región japonesa conocida como Yamatai, según un libro de historia dinástica china, había más de 70000 casas en Yamatai.

## Características orbitales
Yamatai está situado a una distancia media del Sol de 2,210 ua, pudiendo alejarse hasta 2,340 ua y acercarse hasta 2,080 ua. Su excentricidad es 0,058 y la inclinación orbital 2,487 grados. Emplea 1200 días en completar una órbita alrededor del Sol.

## Características físicas
La magnitud absoluta de Yamatai es 13,7. Tiene 3,952 km de diámetro y su albedo se estima en 0,409.